# Chat boume
Chat boume est une émission de télévision québécoise pour les enfants de 5 à 9 ans en 39 épisodes de 28 minutes diffusée à partir du 5 décembre 1989 à 1991 sur Canal Famille.

## Synopsis
Quatre chats vivent des aventures communes dans une ruelle.
Dans certains épisodes, deux souris, Mimi et Lili, viennent s'ajouter au groupe des chats.

## Fiche technique
- Scénarisation : Johanne Gaudet et Céline Marchand
- Réalisation : Michel Bériault
- Producteurs : Bernadette Payeur et Marcel G. Sabourin
- Images : Ann McKean
- Décors : Michel Marsolais
- Costumes : Jean Blanchette
- Montage image : Philippe Ralet
- Musique : Denis L. Chartrand et Normand Roger
- Société de production : ACPAV

## Distribution
- Paul Cagelet : Mimi
- Sylvie Dubé : Ti-mine
- Anne Fréchette : Lili
- Daniel Lamontagne : Archimède
- Élyse Marquis : Agrippine
- Sabin Thivierge : Philippon

## Produits dérivés
Une cassette 25 chansons pour enfants a été commercialisée en 1990.